# Soyons unis, devenons frères
Soyons unis, devenons frères est l'hymne de la Nouvelle-Calédonie. Il constitue l'un des cinq signes identitaires prévus par l'Accord de Nouméa.

## Historique
L'hymne calédonien est écrit et composé en janvier 2008 par sept concertistes de la chorale Mélodia (composée d'enfants et adolescents néo-calédoniens), sur l'initiative de leur directeur artistique Philippe Millot. Elle est candidate du concours organisé par le Comité de pilotage sur les signes identitaires du pays (CPSIP) pour choisir trois de ces symboles (l'hymne, la devise et le graphisme des billets de banque). En effet, l'article 5 du premier titre de l'Accord de Nouméa signé en 1998 prévoit que : Des signes identitaires du pays, nom, drapeau, hymne, devise, graphismes des billets de banque devront être recherchés en commun pour exprimer l'identité kanake et le futur partagé entre tous. Ceux-ci doivent être définis alors comme une marque de l'autonomie de la collectivité de Nouvelle-Calédonie, et non pas comme une accession à l'indépendance. 
Soyons unis, devenons frères devient la chanson lauréate. À la demande du Comité de pilotage, l'arrangement initial réalisé par Philippe Millot est remanié et une harmonisation est écrite par le chef de chœur (d'origine bulgare) du Conservatoire de musique de Nouvelle-Calédonie, Plamen Tzontchev. Une traduction du refrain en nengone (langue kanak de Maré) est réalisée par Édouard Wamedjo (dit Gulaan), leader, chanteur et guitariste du groupe de Kaneka OK Rios. Deux phrases du deuxième couplet sont retravaillées. Ces modifications sont réalisées avec l'accord des auteurs. L'œuvre, ainsi réajustée, est adoptée officiellement par le gouvernement collégial local et présentée pour la première fois au public le 26 juin 2008, date du 20e anniversaire des accords de Matignon de 1988, en étant interprétée par la chorale Mélodia, la chorale protestante du Vieux Temple et la chorale des Pierres Vivantes de la Cathédrale Saint Joseph. Une proposition de devise (« Terre de parole, Terre de partage ») et plusieurs possibilités de graphie de billets sont présentées en même temps.
Le projet d'hymne, de même que la devise (mais pas la graphie des billets, changement jugé prématuré et couteux), est approuvé par le Conseil économique et social local le 29 août 2008. Le projet de loi du pays sur les trois signes reçoit par la suite l'agrément du Conseil d'État le 21 octobre 2008.
Le 28 juillet 2010, la partition source définitive (donnant l'air de l'hymne pouvant être joué par les orchestres internationaux dans le monde entier), produite par le Conservatoire militaire de musique qui a apporté certaines retouches techniques à la partition initiale, est à son tour présentée. Elle est jointe en annexe du projet de loi de pays. Le même jour, la Commission spéciale des signes identitaires du Congrès de la Nouvelle-Calédonie adopte à l'unanimité ce dernier, et donc l'hymne, cela même si des réserves sont émises par certains élus quant aux paroles. Le président de la Commission, Jean-Pierre Djaïwé, rappelle à cette occasion que « des modifications pourront dans le temps être effectuées par le gouvernement » à ce sujet. Le projet de loi de pays portant sur les trois premiers signes identitaires (hymne, devise et graphie des billets) est finalement adopté en séance plénière du Congrès le 18 août 2010, par 49 voix sur 54 tandis que 5 s'abstiennent (les 4 du Parti travailliste et Jean-Luc Régent du Rassemblement pour la Calédonie).

## Paroles
L'hymne comprend dans sa totalité trois couplets en langue française (pouvant être traduits dans les différentes langues kanak), avec un refrain chanté en français et en nengone. La version courte se limite au seul troisième couplet et au refrain bilingue. L'hymne peut comporter une introduction à la Toutoute (instrument traditionnel kanak), afin de souligner l'identité kanak et océanienne.

## Critiques
Des critiques ont été apportées essentiellement par le parti Rassemblement-UMP au sujet des paroles. Bernard Deladrière, membre du gouvernement local issu de ce parti a ainsi jugé dans un entretien accordé à la web tv néo-calédonienne Tatele.nc en 2010 qu'elles n'étaient pas assez « profondes », proposant de confier la tâche d'écrire ses paroles aux écrivains locaux. Les remarques du Rassemblement portent essentiellement sur l'expression « Devenons frères » (estimant qu'il s'agit déjà d'une réalité et lui préférant donc « Soyons frères »), sur la mention dans le texte des trois Provinces (collectivités pouvant éventuellement disparaître à l'avenir en fonction de l'évolution institutionnelle de l'archipel) ou encore sur l'insistance sur la « terre sacrée de nos ancêtres » sans rajouter plus tard dans le texte qu'il s'agit également d'une « terre d'accueil » (le parti craignant que cela n'entraîne symboliquement une stigmatisation des citoyens néo-calédoniens non natifs du pays).
Pour sa part, l'Union calédonienne (parti indépendantiste), dit regretter une mention plus nette à l’histoire du pays. Et le Parti travailliste (également indépendantiste) s'est abstenu lors du vote sur le projet de loi de pays afin surtout de marquer sa préférence pour d’autres signes identitaires, et tout particulièrement pour un hymne produit par « quelqu’un du pays ». Ceci alors même que la chorale Mélodia a été créée par son directeur actuel il y a 26 ans et que ce dernier est natif de Nouvelle-Calédonie, issu d'une famille présente dans l'archipel depuis plus de 120 ans.